# Михтюк Володимир Олексійович
Володи́мир Олексі́йович Михтю́к (12 лютого 1938 — 23 лютого 2019) — радянський і український воєначальник, генерал-полковник (28.01.1994).

## Життєпис
Народився в місті Вишній Волочок, нині Тверської області Росії.
У 1955 році закінчив середню школу в місті Пярну (Естонія) й вступив до 2-го Вищого військово-морського інженерного училища (м. Ленінград). У 1956 році перевівся до Чорноморського вищого військово-морського училища імені П. С. Нахімова, яке закінчив у 1960 році за спеціальністю «Ракетне озброєння підводних човнів». Того ж року зарахований у розпорядження головнокомандувача РВСП СРСР і призначений на посаду начальника відділення технічної батареї 33-ї ракетної дивізії 50-ї ракетної армії. У період з 1960 по 1968 роки пройшов шлях від начальника відділення до офіцера відділу підготовки ракетної армії. З 1970 по 1977 роки почергово обіймав посади командира дивізіону, начальника штабу ракетного полку, командира ракетного полку, начальника штабу ракетної дивізії.
З вересня 1977 по грудень 1980 року — командир 32-ї ракетної дивізії (м. Постави). У 1979 році заочно закінчив командний факультет Військової академії імені Ф. Е. Дзержинського. З грудня 1980 по березень 1982 року — командир 35-ї ракетної дивізії (смт. Сибірський).
У березні 1983 року генерал-майор В. О. Михтюк призначений начальником штабу 43-ї ракетної армії (м. Вінниця).
14 жовтня 1988 року призначений командувачем 50-ї ракетної армії (м. Смоленськ), а з 10 січня 1991 року — командувачем 43-ї ракетної армії.
У 1991 році екстерном закінчив Військову академію Генерального штабу.
Після проголошення Україною незалежності у 1991 році, 43-тя ракетна армія увійшла до складу Збройних сил України. З травня 1996 року генерал-полковник В. О. Михтюк — заступник міністра оборони України — командувач 43-ї ракетної армії.
Після розформування 43-ї ракетної армії 20 серпня 2002 року вийшов у відставку. Мешкав у Вінниці.